# (8808) 1981 UH28
(8808) 1981 UH28 là một tiểu hành tinh vành đai chính. Nó được phát hiện bởi Schelte J. Bus ở Đài thiên văn Palomar ở Quận San Diego, California, ngày 13 tháng 2 năm 1864.